# Martin Zenck
Martin Zenck (* 9. August 1945 in St. Peter, Schwarzwald) ist ein deutscher Musikwissenschaftler. Er war bis 2010 Professor an der Universität Würzburg.

## Leben und Werk
Nach dem Studium der Musikwissenschaft, Philosophie und Neueren Deutschen Literaturwissenschaft in Freiburg und an der FU Berlin und TU Berlin wurde er dort 1975 mit einer Arbeit über den Kunstbegriff Theodor W. Adornos Kunst als begriffslose Erkenntnis promoviert. 1982 folgte die Habilitation über Die Bach-Rezeption des späten Beethoven bei Carl Dahlhaus an der TU Berlin.
Nach beruflicher Tätigkeit von 1982 bis 1985 als Produzent für Neue Musik beim WDR in Köln und von 1986 bis 1989 wissenschaftlicher Arbeit als Heisenberg-Fellow der Deutschen Forschungsgemeinschaft folgte er 1989 einem Ruf auf eine Professur für Historische Musikwissenschaft an der Universität Bamberg.
1996 war er Fellow der Rockefeller Foundation in Bellagio, Comer See. Seit den 1990er Jahren war er Mitglied und Vize-Vorsitzender des internationalen Goethe-Instituts in München, für das er Musik-Projekte in der Sowjetunion, im späteren Russland und in Indien durchführte.
Ab dem Wintersemester 2006/07 bis 2010 war er Professor für Musikwissenschaft mit den Schwerpunkten auf der Neuen Musik und der Ästhetik an der Universität Würzburg. 2011 war er für drei Monate mit den finanziellen Mitteln der Fritz-Thyssen-Stiftung für Wissenschaftsförderung in Washington D.C., um dort in der Library of Congress am Nachlass des Pianisten und Komponisten Eduard Steuermann zu arbeiten. Im gleichen Jahr war er ebenfalls mit der Unterstützung der Fritz-Thyssen-Stiftung für zwei Monate in Basel, um dort seine Studien zur Exilforschung über den Komponisten Stefan Wolpe in der Sammlung „Stefan Wolpe“ der Paul-Sacher-Stiftung weiter zu fördern.
2013 wurde Zenck mit dem mit 10.000 Euro dotierten Happy New Ears-Preis der Hans und Gertrud Zender-Stiftung ausgezeichnet.
2013 war er Gastprofessor an der University of Chicago mit den Schwerpunkten auf der Labyrinthforschung in den spaces of knowledge und auf der Musiktheorie und Kompositionspraxis von Pierre Boulez.

## Schriften
- Zenck, Martin: Kunst als begriffslose Erkenntnis. Zum Kunstbegriff der ästhetischen Theorie Theodor W. Adorno`s. Fink, München 1977, ISBN 3-7705-1365-7.
- Zenck, Martin: Die Bach-Rezeption des späten Beethoven. Zum Verhältnis von Musikhistoriographie und Rezeptionsgeschichtsschreibung der „Klassik“. Steiner, Stuttgart 1986, ISBN 3-515-03312-0 (formal falsch).
- Baumann, Max Peter (Hg.): Music, the Arts and Rituals. The World of Music, I, 1998. University of Bamberg (Guest Ed. Zenck, Martin), ISBN 3-86135-708-9.
- Becker, Tim; Woebs, Raphael; Zenck, Martin (Hg.): Gewaltdarstellung und Darstellungsgewalt in den Künsten und Medien. Reimer, Berlin 2007, ISBN 978-3-496-02790-4.
- Becker, Tim; Woebs, Raphael; Zenck, Martin (Hg.): Signatur und Phantastik in den schönen Künsten, der Literatur und den Kulturwissenschaften der frühen Neuzeit. Fink, München 2008, ISBN 978-3-7705-4308-3.
- Zenck, Martin (Hg.): Erzeugen und Nachvollziehen von Sinn. Rationale, performative und mimetische Verstehensbegriffe in den Kulturwissenschaften. Fink, München 2011, ISBN 978-3-7705-4521-6.
- Zenck, Martin: Pierre Boulez. Die Partitur der Geste und das Theater der Avantgarde, Fink, Paderborn 2016, ISBN 978-3-7705-5998-5.[7]
- Zenck, Martin. Rülke, Volker: Kontroverse Wege der Moderne. Der exilierte Komponist und Pianist Eduard Steuermann in seinen Briefen. Korrespondenz mit Arnold Schönberg, Theodor W. Adorno und René Leibowitz, Edition text+kritik, München 2022, ISBN 978-3-96707-184-9.